# Ohmwork
Ohmwork je třetím studiovým albem skupiny GZR baskytaristy Black Sabbath Geezera Butlera. Ve Velké Británii vyšlo 9. května 2005, ve Spojených státech o den později 10. května 2005. Ve skladbě Pseudocide zpívá Lisa Rieffel.

## Seznam skladeb
| Pořadí | Název                | Délka |
| ------ | -------------------- | ----- |
| 1.     | Misfit               | 4:38  |
| 2.     | Pardon My Depression | 4:38  |
| 3.     | Prisoner 103         | 3:09  |
| 4.     | I Believe            | 6:55  |
| 5.     | Aural Sects          | 4:36  |
| 6.     | Pseudocide           | 2:30  |
| 7.     | Pull the String      | 3:50  |
| 8.     | Alone                | 4:38  |
| 9.     | Dogs of Whore        | 5:03  |
| 10.    | Don't You Know       | 4:57  |

## Obsazení
- Geezer Butler – basová kytara
- Clark Brown – zpěv
- Pedro Howse – kytara
- Chad Smith – bicí